# Hércules y Licas
Hércules y Licas es un grupo escultórico de mármol del escultor Antonio Canova que ejecutó entre 1795 y 1815 y se encuentra en la Galería Nacional de Arte Moderno de Roma. 
Es una tragedia sublime, Eurípides y la pluma puede envidiar, con razón, su cincel." 
(Melchior Cesarotti.)

## Historia
El trabajo fue encargado por el príncipe Onorato Gaetani, admirador del ilustre grupo de Adonis y Venus, obra precedente del artista adquirida por el marqués Francesco Berio, el cual la colocó en Nápoles en un templete construido especialmente en el jardín de su palacio. Era tanta la admiración por esta escultura que el noble Gaetani decidió hacer el encargo a Canova en marzo de 1795 de un grupo en mármol de Hércules y Licas.
El grupo representa una historia extraída de los antiguos poetas. Hércules, enloquecido por el dolor provocado por la túnica empapada con la sangre envenenada del centauro Neso, lanzó al aire al joven Licas, que, sin saber nada del veneno, le había entregado la túnica bajo las órdenes de Deyanira.
Interrumpido el trabajo varias veces, la escultura fue quedando en un estado de abandono, después de los acontecimientos políticos que ocurrieron en Nápoles, con la llegada de los franceses. El propio príncipe retiró el encargo y después de varias vicisitudes, la obra fue adquirida por el banquero romano Giovanni Torlonia en 1800. El grupo de mármol se completó finalmente en 1815, cuando la obra fue presentada por el propietario en su palacio e iluminada con luz cenital.
Desde el momento de su primera exposición, el Hércules y Licas tuvo un éxito inmediato, pero los críticos posteriores juzgaron negativamente el trabajo, la identificaron con patrones de ejecución académica, sin implicación emocional real.

## Descripción

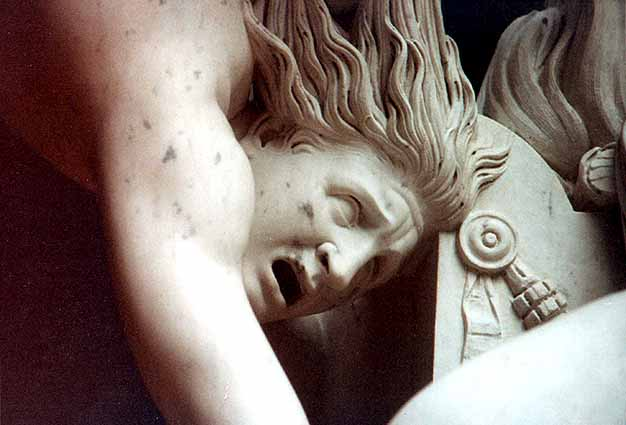
Hércules y Licas, detalle del rostro aterrorizado de Licas.

El grupo escultórico sigue una precisión geométrica absoluta. El héroe aparece en un momento de máxima tensión muscular, justo en el acto de levantar por el pie al infortunado muchacho, que en vano se resiste, aferrándose al altar que se encuentra detrás de Hércules y a la piel del león abandonada a sus pies. Licas está fuertemente izado y suspendido en el aire un momento antes de ser arrojado a las olas del mar.
El grupo, muestra el arco de torsión de los dos cuerpos desnudos, emitiendo una energía intensa, que hace patente el clímax desesperado en la cara del niño y el enojado Hércules, enmarcado por espesa barba rizada, el héroe aparecería completamente desnudo si no fuera por el tenue velo que Canova utilizó para cubrir la masa de los músculos.

## Inspiración
El trabajo se basa en un cuidadoso estudio de Canova de algunos mármoles célebres antiguos, como los colosos del Quirinal, el Hércules Farnesio y el famoso grupo helenístico del Laocoonte y sus hijos en los Museos Vaticanos; no se puede excluir también de su estudio al grupo de  Ettore y Troilo (también conocido por el nombre Atamante y Learco), conservado en el Museo Arqueológico Nacional de Nápoles. 
Los franceses querían ver en esta obra como una alusión a Francia, que abate a la monarquía, pero en la obra de Canova, a diferencia de las obras de Jacques-Louis David, no hay ninguna referencia ideológica, ni el artista se comprometió a identificar a nadie.